# Corinne Larochelle
Corinne Larochelle, née le 19 juin 1973 à Trois-Rivières, est une poète, romancière et nouvelliste québécoise.

## Biographie
Corinne Larochelle est née le 19 juin 1973 à Trois-Rivières. Elle détient un baccalauréat de l’Université Laval et une maîtrise de l’Université du Québec à Montréal.
En 1999, elle remporte le Prix Québec-Amérique pour son mémoire de maîtrise portant sur l’œuvre d’Élise Turcotte.
Elle publie son premier recueil de poésie, La femme d'encre, avec des encres de Karen Trask, aux Éditions du Loup de gouttière en 1992, et se mérite le Prix Critère.
En 1998 et 2000, elle fait paraitre De quelle bouche sommes-nous? et De face, de profil, de dos aux Éditions du Noroît. Petite drave - Grandes-Piles et Saint-Roch-de-Mékinac, son quatrième recueil, parait chez Les Petits villages en 2004. La même année, Larochelle s'associe avec des écrivains québécois et cubains  pour réaliser l'oeuvre El Teatro de las Emociones / Le théâtre des émotions.
En 2007, elle publie Vent debout aux Éditions du Noroît, qui est finaliste au prix des lecteurs du 9e Marché de la poésie de Montréal. Son sixième recueil, Femme avec caméra, parait également aux Éditions du Noroît, en 2011, et est finaliste au Prix de poésie Estuaire – Bistrot Leméac.
Elle a également fait paraître un livre d'artiste, Le loup de la lectrice, avec François Tétreau, aux Édition Princeps en 2000.
Larochelle fait paraitre son premier roman, Le parfum de Janis chez Le Cheval d'août en 2015. Elle y publie également deux recueils de nouvelles, Ma nuit est sans épaule - récits chez Les Herbes rouges en 2002, ainsi que Pour cœurs appauvris : fictions, chez Le Cheval d'août en 2019.
En 1999, elle a corédigé, avec Michel Biron, l'essai Les revues littéraires de langue française du Québec et du Canada des origines à 1995 - essai de répertoire. Elle a également fait paraitre Corinne Larochelle présente Cantique des plaines de Nancy Huston en 2001 chez Leméac.
Larochelle a fait partie de l'ouvrage collectif Délier les lieux, sous la direction de Hector Ruiz paru aux Éditions Triptyque en 2018.
Larochelle a publié plusieurs textes dans des revues telles Exit, Les Écrits, XYZ, Stop et Moebius, ainsi que des articles critiques dans des revues spécialisées comme Voix et Images et Tessera,.
Elle enseigne la littérature au collège Maisonneuve depuis 2001,.

## Œuvres

### Poésie
- La femme d'encre, avec des encres de Karen Trask, Québec, Éditions du Loup de gouttière, 1992, 71 p.  (ISBN 2-921310-17-1)
- De quelle bouche sommes-nous?, avec sculptures de Nicole Pigeon, Saint-Hippolyte, Éditions du Noroît, 1998, 72 p.  (ISBN 2-89018-406-4)
- De face, de profil, de dos, Montréal, Éditions du Noroît, 2000, 63 p.  (ISBN 2-89018-452-8)
- Petite drave - Grandes-Piles et Saint-Roch-de-Mékinac, Longueuil, Les Petits villages, 2004, p.  (ISBN 2-9807842-2-2)
- Vent debout, Montréal, Éditions du Noroît, 2007,  (ISBN 978-2-89018-607-1)
- Femme avec caméra, Montréal : Éditions du Noroît, 2011, 70 p.  (ISBN 978-2-89018-723-8)

### Nouvelles
- Ma nuit est sans épaule - récits, Montréal, Les Herbes rouges, 2002, 106 p.  (ISBN 2-89419-204-5)
- Pour cœurs appauvris : fictions, Montréal, Le Cheval d'août, 2019, 126 p.  (ISBN 9782924491379)

### Roman
- Le parfum de Janis, Montréal, Le Cheval d'août, 2015, 139 p.  (ISBN 9782924491102)

### Essai
- Les revues littéraires de langue française du Québec et du Canada des origines à 1995 - essai de répertoire, Michel Biron, Corinne Larochelle, Montréal, Département d'études littéraires, Université du Québec à Montréal, 1999, 93 p.  (ISBN 2-921764-05-9)
- Corinne Larochelle présente Cantique des plaines de Nancy Huston, Montréal, Leméac, 2001, 83 p.  (ISBN 2-7609-6254-7)

### Ouvrages collectifs
- Délier les lieux, sous la direction de Hector Ruiz, Montréal, Éditions Triptyque, 2018, 94 p.  (ISBN 9782897419820)

### Livre d'artiste
- Le loup de la lectrice, Corinne Larochelle, François Tétreau, Montréal, Édition Princeps, 2000, 119 p.

## Prix et honneurs
- 1992 - Prix Critère pour La femme d’encre[4]
- 1999 - Prix Québec-Amérique pour son mémoire de maîtrise[2]
- 2008 - Finaliste au Prix des lecteurs du 9e Marché de la poésie de Montréal pour Vent debout[6]
- 2011 - Finaliste au Prix de poésie Estuaire-Bistrot Leméac pour Femme avec caméra[7]